# Kiarina Kordela
Kiarina Kordela, född 13 juli 1963 i Patras, är en grekisk-amerikansk filosof och kritisk teoretiker. Hon är professor i germanistik vid Macalester College i Saint Paul i Minnesota. Hon har bland annat blivit uppmärksammad för boken $urplus: Spinoza, Lacan (2007), i vilken hon hävdar att psykoanalytikern Lacans teorier går tillbaka på Spinozas och Marx teoribyggen. Hon ifrågasätter därtill den samtida Spinoza-forskningen.